# José Palomares Moral
José Palomares Moral (Granada, 1955) es un director de coro, pianista y profesor español. Profesor en la Facultad de Ciencias de la Educación de la Universidad de Granada.

## Biografía
Recibió su formación musical en el Real Conservatorio Superior de Música "Victoria Eugenia" de Granada y en el Conservatorio Superior de Música de Málaga, realizando las carreras de Solfeo, Música de cámara y Piano. Posteriormente, amplió sus estudios en Libramont (Bélgica), Kécskemet (Hungría), Wzdów (Polonia) y Salzburgo (Austria), obteniendo el Doctorado en Pedagogía por la Universidad de Granada.
Desde entonces, inició una carrera como pianista en el ámibito camerístico, siendo galardonado en 1974 con el Premio "Manuel de Falla". Asimismo, comenzó su trayectoria en el mundo de la dirección coral, fundando y dirigiendo el Coro Ganivet-Suárez y el Coro de la Facultad de Ciencias de la Educación de la Universidad de Granada; este último, hasta el año 2012. En 1988, sucedió a José García Román en la dirección de la Coral Ciudad de Granada, formación que lideró hasta 1994. Además, ha sido invitado a dirigir conjuntos corales como el Grupo Vocal Cristóbal de Morales, el Coro Filarmónico de Granada o el Coro de la Fundación Takian Cay, así como agrupaciones orquestales como Mitglieder des Staatsorchesters Braunschweig; esta actividad le ha llevado a realizar conciertos por toda España, así como en diversos países en Europa (Alemania, Portugal, Bélgica, República Checa, Polonia, Francia, Reino Unido) y América del Sur (Argentina).
En su faceta pedagógica, destaca su puesto como catedrático E.U. de Didáctica de la Expresión Musical en la Facultad de Ciencias de la Educación de la Universidad de Granada, institución a la que ha pertenecido desde el año 1983 hasta su jubilación en diciembre de 2015. A lo largo de su carrera, ha sido profesor asimismo en cursos de postgrado y doctorado en instituciones universitarias de Argentina y México.
En el ámbito de la gestión cultural, cabe destacar la labor desempeñada por José Palomares Moral como director de los Cursos Manuel de Falla del Festival Internacional de Música y Danza de Granada, cargo que ocupó entre 1996 y 2001. El 1 de diciembre de 1994, fue nombrado miembro numerario con la medalla número 28 de la Real Academia de Bellas Artes de Nuestra Señora de las Angustias, Corporación de la que fue Secretario General, Tesorero y Censor.

## Publicaciones

### Artículos de revistas
- «Itinerario de formación coral para el profesorado de educación musical». Eufonía: Didáctica de la música (23). Barcelona: Graó. 2001. pp. 55-66. ISSN 1135-6308.[5]
- «Comunicación, música y tecnologías». Comunicar: Revista científica iberoamericana de comunicación y educación (23). Huelva: Grupo Comunicar. 2004. pp. 10-11. ISSN 1134-3478.[6]
- «Comunicar la música». Comunicar: Revista científica iberoamericana de comunicación y educación (23). Huelva: Grupo Comunicar. 2004. pp. 13-16. ISSN 1134-3478.[7]
- «Los cursos Manuel de Falla, un modelo de enseñanza musical no reglada». Música y educación: Revista trimestral de pedagogía musical (61). Madrid: Musicalis, S. A. 2005. pp. 89-108. ISSN 0214-4786.[8]

### Colaboraciones en obras colectivas
- Ortiz Molina, María Angustias; Palomares Moral, José; Rodríguez-Quiles y García, José Antonio; Aróstegui Plaza, José Luis (1996). «Conciertos didácticos en la educación primaria». Lenguajes y enseñanza. Antonio Romero López, coord. Madrid: Fundación Educación y Futuro. pp. 263-272. ISBN 84-920918-3-5.[9]
- Palomares Moral, José (1996). «Valores educativos del lenguaje musical». Lenguajes y enseñanza. Antonio Romero López, coord. Madrid: Fundación Educación y Futuro. pp. 251-262. ISBN 84-920918-3-5.[10]
- Palomares Moral, José (1996). «El Bachillerato artístico: la música en el bachillerato». El bachillerato, situación actual y perspectivas de futuro: publicación del I Congreso Nacional de Bachillerato. José Antonio Ortega Carrillo, coord. Madrid: Fundación Educación y Futuro. pp. 125-142. ISBN 84-920918-2-7.[11]
- Palomares Moral, José (2003). «Formación inicial de los profesores de música en educación secundaria». El prácticum en la formación inicial del profesorado de magisterio y Educación Secundaria: avances de investigación, fundamentos y programas de formación. Coordinado por Moisés Coriat Benarroch, Antonio Romero López y José Gutiérrez Pérez. Granada: Universidad de Granada. pp. 527-534. ISBN 84-338-3005-8.[12]
- Palomares Moral, José (2003). «La educación musical del siglo XXI, compromiso institucional». El prácticum en la formación inicial del profesorado de magisterio y Educación Secundaria: avances de investigación, fundamentos y programas de formación. Coordinado por Moisés Coriat Benarroch, Antonio Romero López y José Gutiérrez Pérez. Granada: Universidad de Granada. pp. 515-526. ISBN 84-338-3005-8.[13]
- Palomares Moral, José (2005). «El coro de la Facultad de Educación: un proyecto de innovación docente de la Universidad de Granada hacia la Convergencia Europea». Memoria y pensamiento: homenaje a Juan Argimira Alonso Medina. Coordinado por Germán Hernández Rodríguez, Emigdia Repetto Jiménez e Isabel Ruiz de Francisco. Las Palmas de Gran Canaria: Universidad de Las Palmas de Gran Canaria. pp. 89-108. ISBN 84-96502-08-2.[13]
- Palomares Moral, José (2005). «Los cantos de los niños». Poesía y música para la paz. María Dolores Ruiz Gómez, coord. Granada: Zumaya. pp. 109-120. ISBN 978-84-937829-0-0.[14]